# Iida Masaki
Masaki Iida (飯田 真輝 Iida Masaki, sinh ngày 15 tháng 9 năm 1985 ở Ibaraki) là một cầu thủ bóng đá người Nhật Bản thi đấu cho Matsumoto Yamaga.

## Thống kê sự nghiệp câu lạc bộ
Cập nhật đến ngày 23 tháng 2 năm 2018.
| Thành tích câu lạc bộ | Thành tích câu lạc bộ  | Thành tích câu lạc bộ | Giải vô địch | Giải vô địch | Cúp                   | Cúp                   | Cúp Liên đoàn | Cúp Liên đoàn | Tổng cộng | Tổng cộng |
| Mùa giải              | Câu lạc bộ             | Giải vô địch          | Số trận      | Bàn thắng    | Số trận               | Bàn thắng             | Số trận       | Bàn thắng     | Số trận   | Bàn thắng |
| Nhật Bản              | Nhật Bản               | Nhật Bản              | Giải vô địch | Giải vô địch | Cúp Hoàng đế Nhật Bản | Cúp Hoàng đế Nhật Bản | J. League Cup | J. League Cup | Tổng cộng | Tổng cộng |
| --------------------- | ---------------------- | --------------------- | ------------ | ------------ | --------------------- | --------------------- | ------------- | ------------- | --------- | --------- |
| 2005                  | Đại học Kinh tế Ryutsu | JFL                   | 12           | 2            | -                     | -                     | -             | -             | 12        | 2         |
| 2006                  | Đại học Kinh tế Ryutsu | JFL                   | 8            | 0            | 1                     | 0                     | -             | -             | 9         | 0         |
| 2007                  | Tokyo Verdy            | J2 League             | 2            | 0            | 0                     | 0                     | -             | -             | 2         | 0         |
| 2007                  | Đại học Kinh tế Ryutsu | JFL                   | 9            | 2            | 1                     | 1                     | -             | -             | 10        | 3         |
| 2008                  | Tokyo Verdy            | J1 League             | 2            | 0            | 0                     | 0                     | 2             | 0             | 4         | 0         |
| 2009                  | Tokyo Verdy            | J2 League             | 4            | 0            | 0                     | 0                     | -             | -             | 4         | 0         |
| 2010                  | Tokyo Verdy            | J2 League             | 0            | 0            | -                     | -                     | -             | -             | 0         | 0         |
| 2010                  | Matsumoto Yamaga       | JFL                   | 11           | 0            | 2                     | 0                     | -             | -             | 13        | 0         |
| 2011                  | Matsumoto Yamaga       | JFL                   | 31           | 8            | 1                     | 0                     | -             | -             | 32        | 8         |
| 2012                  | Matsumoto Yamaga       | J2 League             | 39           | 1            | 1                     | 0                     | -             | -             | 40        | 1         |
| 2013                  | Matsumoto Yamaga       | J2 League             | 41           | 5            | 1                     | 0                     | -             | -             | 42        | 5         |
| 2014                  | Matsumoto Yamaga       | J2 League             | 42           | 6            | 1                     | 0                     | -             | -             | 43        | 6         |
| 2015                  | Matsumoto Yamaga       | J1 League             | 34           | 2            | 4                     | 1                     | 1             | 0             | 39        | 3         |
| 2016                  | Matsumoto Yamaga       | J2 League             | 41           | 7            | 2                     | 0                     | -             | -             | 43        | 7         |
| 2017                  | Matsumoto Yamaga       | J2 League             | 41           | 3            | 0                     | 0                     | -             | -             | 41        | 3         |
| Tổng                  | Tổng                   | Tổng                  | 315          | 36           | 14                    | 2                     | 3             | 0             | 332       | 38        |